# (5566) 1991 VY3
(5566) 1991 VY3 es un asteroide perteneciente al cinturón de asteroides descubierto el 11 de noviembre de 1991 por Seiji Ueda y el astrónomo Hiroshi Kaneda desde el Kushiro Marsh Observatory, Hokkaido, Japón.

## Designación y nombre
Designado provisionalmente como 1991 VY3.

## Características orbitales
1991 VY3 está situado a una distancia media del Sol de 3,181 ua, pudiendo alejarse hasta 3,675 ua y acercarse hasta 2,687 ua. Su excentricidad es 0,155 y la inclinación orbital 1,519 grados. Emplea 2072,73 días en completar una órbita alrededor del Sol.

## Características físicas
La magnitud absoluta de 1991 VY3 es 12,8. Tiene 13,771 km de diámetro y su albedo se estima en 0,085. 